# Ortonville (Michigan)
Ortonville – wieś w Stanach Zjednoczonych, w stanie Michigan, w hrabstwie Oakland.